# Pardosa vagula
Pardosa vagula este o specie de păianjeni din genul Pardosa, familia Lycosidae. A fost descrisă pentru prima dată de Thorell, 1890. Conform Catalogue of Life specia Pardosa vagula nu are subspecii cunoscute.